# El Comité Invisible

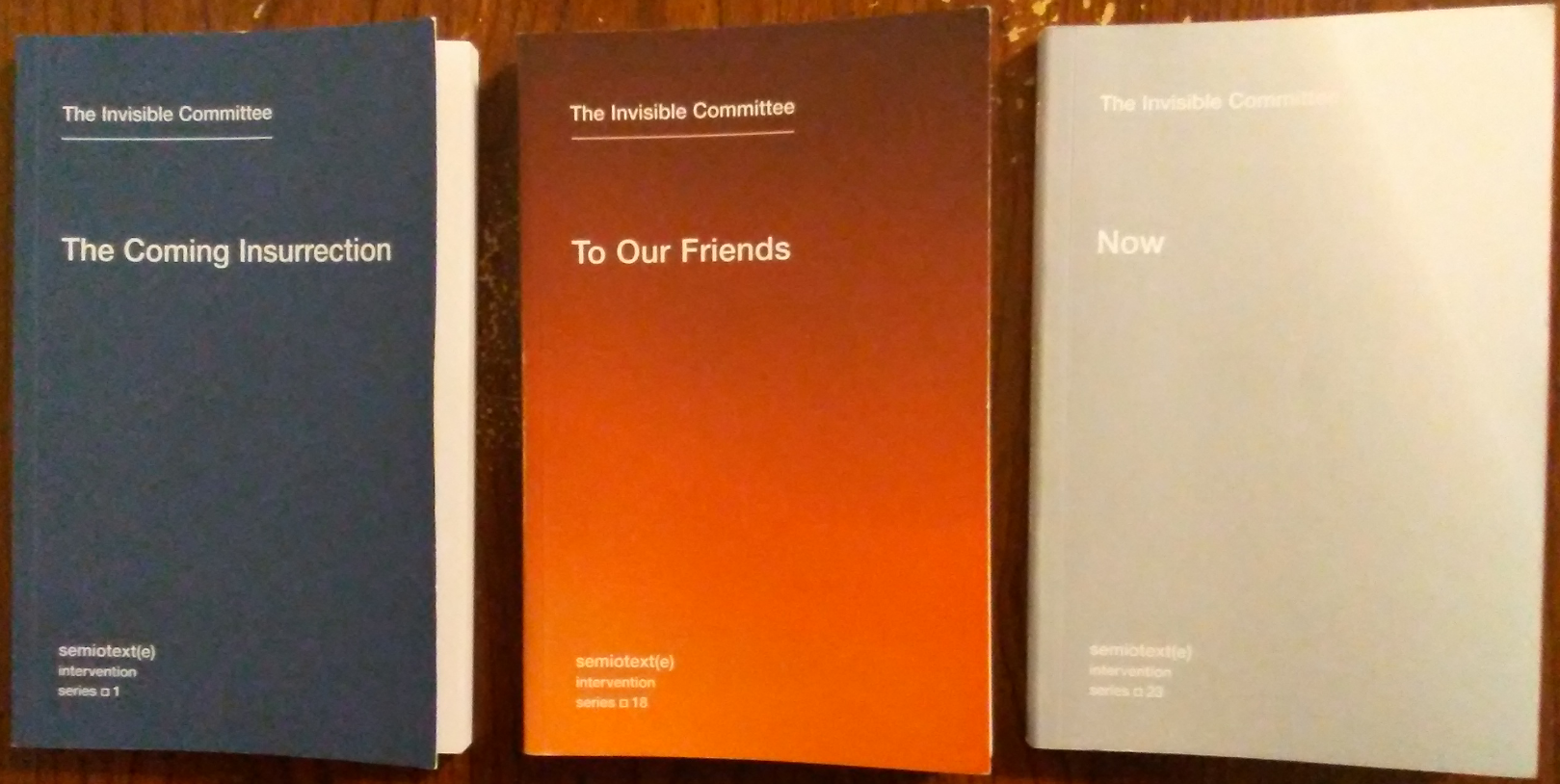
Libros de lengua inglesa por el Comité Invisible

El Comité Invisible es el apodo del autor (o autores), de carácter anónimo, que ha publicado entre 2009 y 2017 diferentes trabajos literarios relacionados con el anarquismo y la izquierda radical. La identidad del Comité Invisible se ha asociado con los Nueve de Tarnac, un grupo de personas, incluido Julien Coupat, que fueron arrestados "con el argumento de que debían haber participado en el sabotaje de líneas eléctricas aéreas en los ferrocarriles nacionales de Francia". Los temas comunes abordados en los trabajos del Comité Invisible incluyen el anarquismo, el anticapitalismo, el antiestatalismo, el comunismo, la cultura francesa, los movimientos de protesta global y la civilización del siglo XXI."

## Publicaciones
Las versiones originales en francés fueron publicadas por la editorial "La Fabrique", mientras que las traducciones al inglés fueron publicadas por Semiotext(e). Los últimos dos libros poseen una traducción al inglés realizada por Robert Hurley.
El Comité invisible ha publicado tres libros:
- La insurrección que viene[3]
- A nuestros amigos[4]
- Ahora[5]

## Temas
Los trabajos escritos por el Comité describen consistentemente un disgusto general con las políticas, economías y sociedades dominantes de la civilización de principios del siglo XXI, que presentan como motivadores de varios movimientos de protesta recientes en todo el mundo, como los disturbios franceses de 2005 y la Primavera Árabe. En particular, el Comité es duramente crítico con el capitalismo, los estados, la policía y la economía mundial, a los que generalmente definen como sus enemigos y que, según ellos, son las causas fundamentales de gran parte del sufrimiento en el mundo. En respuesta, defienden específicamente el anarquismo insurreccional o las insurrecciones, posiblemente (pero no necesariamente) que impliquen violencia, como el mejor medio disponible para lograr el tipo de mundo en el que preferirían vivir: un mundo poblado por comunas, basado en lazos sociales y la amistad: interacciones humanas más simples y concretas, en contraposición a los conceptos políticos más abstractos de ciudadanía o estado soberano.
Al servicio de este proyecto político, los libros del Comité están pensados como especulaciones teóricas y también como comentarios sobre eventos recientes a partir de los cuales el autor(es) (y los lectores que simpatizan con su causa) podrían desarrollar estrategias para llevar mejor a cabo el proyecto esbozado por el Comité. En el transcurso de esto, el Comité promueve e informa sobre los movimientos de protesta de izquierda en todo el mundo, al tiempo que crítica sus deficiencias estratégicas. Por otro lado, el (los) autor(es) teorizan la fragmentación y la miseria como estrategias anarquistas para lograr sus objetivos. Al negarse a organizarse como grupos bien definidos, y al negarse, en la medida de lo posible, a entablar relaciones con los oponentes existentes en sus propios términos (la policía, los propietarios, los bancos, etc.), los autores esperan que ambos nieguen a sus enemigos declarados un objetivo difícil, y también para negar a esos enemigos declarados su propia dependencia de ellos. Los libros del Comité también critican la visión filosófica del yo como una categoría singular y distinta, y también del concepto de naturaleza humana.

## Sinopsis de Obras

### La Insurrección que viene
L'Insurrection qui vient (traducido como la La Insurrección que viene) es el primer libro del Comité Invisible. En su edición original francesa, el libro constaba de doce capítulos y un breve epílogo. Debido a que la edición en inglés se publicó después de los arrestos de los nueve de Tarnac, la edición en inglés incluyó un pequeño prólogo y una introducción que abordan el tema de los arrestos, para un total de quince partes.
El cuerpo del libro se divide en dos mitades. La primera mitad del libro describe y diagnostica una serie de disfunciones en la sociedad capitalista moderna, en términos de alienación social. Usando a los Nueve círculos del infierno como metáfora de los diversos tipos de males sociales que existen en el mundo, el autor(es) describe siete círculos (en como muchos capítulos), áreas de la sociedad a las que esta alienación afecta negativamente, incluido el yo, vida laboral y el entorno natural. Los autores atribuyen estas alienaciones y males sociales no a individuos específicos, criminales, etc., sino al capitalismo y a los propios estados.
En respuesta a este estado de cosas, la segunda mitad del libro esboza un plan para la revolución, que se basa en la formación de comunas que socavarán las fuerzas gubernamentales, capitalistas y policiales existentes en el mundo al promover insurrecciones. Con un lenguaje cada vez más militante, la segunda mitad del libro sugiere posibilidades de alterar la infraestructura con miras a alterar la economía, y también aconseja acumular armamento y la posible necesidad del uso de violencia por las comunas y sus miembros, como último recurso.